# Кёстринг, Эрнст
Эрнст-Август Кёстринг (нем. Ernst-August Köstring; 20 июня 1876, Серебряные Пруды — 20 ноября 1953, Бильхоф, Бавария) — немецкий дипломат и военачальник, генерал кавалерии.

## Биография
Сын издателя и управляющего имением Серебряные Пруды, принадлежавшим графу А. В. Шереметеву. Образование получил в России и свободно владел русским языком. 1 октября 1895 года поступил вольноопределяющимся в 4-й уланский полк (1-й померанский) в Торне сроком на год, вскоре был произведен в унтер-офицеры, а 1.10.1896 года отчислен в запас; в последующие годы принимал участие в учебных сборах своего полка и 25 ноября 1898 года был произведён в лейтенанты запаса. С 1 июля 1901 года служил в 5-м Западнопрусском герцога Фридриха Ойгена Вюртембергского кирасирском полку. В 1912 году он был назначен на два года в офицерскую кавалерийскую школу в Падерборне, а 18 декабря 1913 года был произведён в ротмистры.
Участник Первой мировой войны, находился по большей части на штабных должностях. Осенью 1916 года был тяжело ранен. После выздоровления с декабря 1917 года был сотрудником германской военной миссии в Османской империи. С января 1918 года — первый адъютант начальника генерального штаба турецкой армии генерала Ханса фон Секта. За время службы был награжден Железным крестом Ι и II степеней и другими наградами.

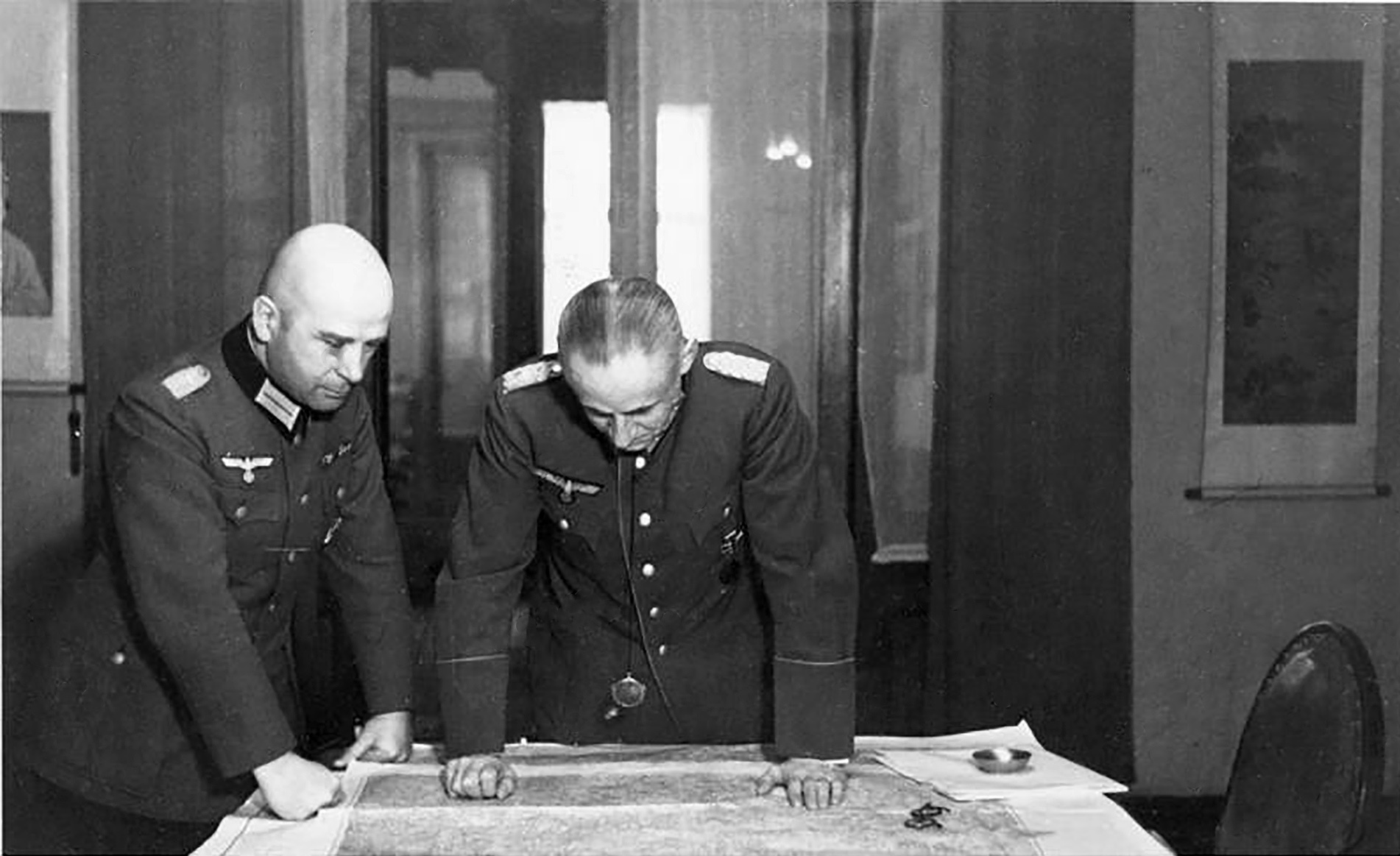
Военный атташе Германии Кёстринг (справа) со своим первым помощником Гансом Кребсом начало 1941 г.

После капитуляции Германии был оставлен в Рейхсвере. В 1922 году произведён в майоры. Служил в штабе 16-го кавалерийского полка в Эрфурте (с 1 октября 1922 г.). В начале 1925 года его перевели в министерство рейхсвера в Берлине, где он работал адъютантом в штабе управления сухопутных войск (нем. Heereleitung). 1 марта 1927 года он был назначен командиром 10-го (прусского) кавалерийского полка в Цюллихау, а 1 мая произведен в подполковники. 1 апреля 1930 года его повысили в звании до полковника.

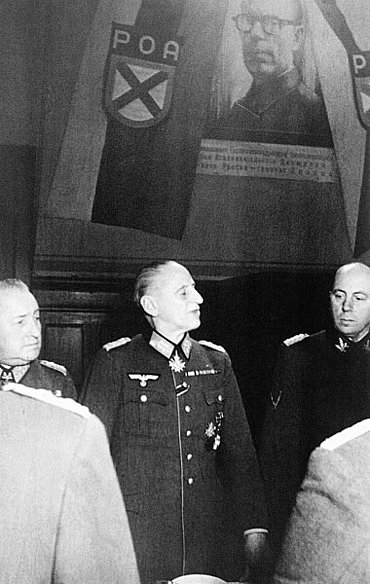
Кёстринг на чествовании Русской освободительной армии, начало 1945 г.

1 февраля 1931 года Кёстринг был переведен в штаб 1-й группы сухопутных войск (нем. Gruppenkommando 1) в Берлине. Вскоре, в том же году, его отправили в Москву в качестве военного атташе. 31 марта 1933 г. он был уволен с действительной службы с присвоением звания генерал-майора. 1 августа 1935 года вернулся в действующую армию, на должность военного атташе в СССР, а по совместительству и Литве (до октября 1938 года). За время службы в СССР был произведён в генерал-лейтенанты (1 августа 1937 года) и в генералы кавалерии (1 октября 1940 года). В июне 1941 — сентябре 1942 года находился в резерве фюрера.
Выступал за привлечение граждан России к борьбе с большевизмом. Использовался в качестве эксперта по русским вопросам. С сентября 1942 года — уполномоченный по вопросам Кавказа при группе армии «А». Отвечал за формирование «туземных» воинских частей. С июня 1943 года — инспектор соединений народов Северного Кавказа. С 1 января 1944 года — генерал добровольческих соединений при ОКВ, занимался частями, сформированными из коллаборационистов и перебежчиков. На этом посту он, будучи лучше знакомым с Россией, сменил Хайнца Гельмиха, «генерала восточных войск» (нем. General der Osttruppen). Таким образом, этот пост получил более благозвучное название, а его полномочия были расширены. Под его руководством активизировалась вербовка в восточные формирования (к лету 1944 года в латышские формирования набрано до 60 тысяч человек, в литовские до 30 тысяч, в эстонские свыше 73 тысяч и т. д.), было подготовлено создание КОНР, формировались казачьи части. 4 ноября 1944 года в этом качестве он был награжден Рыцарским крестом за военные заслуги, с мечами.
4 мая 1945 года был взят в плен американскими войсками. В 1947 году выпущен на свободу. Предусматривался в качестве свидетеля на Нюрнбергском процессе, но СССР высказался против его использования.
Кёстринг был участником заговора против Гитлера. Ганс фон Херварт много позже, 19 июля 1994 года, свидетельствовал:

«Кёстринг должен был принять участие в свержении Гитлера. Каждый раз, когда я уезжал, взрывчатка (для бомбы Штауффенберга. — Авт.) лежала под кроватью генерала Кёстринга, который, несмотря на это, спокойно спал. Он оказал ценную услугу, когда надо было составить список генералов и фельдмаршалов, которым предстояло принять участие в восстании. Роль Кёстринга сегодня забыта, потому что об этом нет записей и не осталось в живых никого, кто мог бы пролить свет на эти дела».

## Награды
- Железный крест 2-го и 1-го класса (1914, Королевство Пруссия)
- Крест «За выслугу лет»[нем.] (25 лет выслуги) (Королевство Пруссия)
- Орден Фридриха рыцарский крест 2 класса (Королевство Вюртемберг)
- Орден Церингенского льва рыцарский крест 2 класса с дубовыми листьями и мечами (Великое герцогство Баден)
- Крест «За военные заслуги» (Княжество Липпе)
- Знак за ранение в чёрном (1918, Германская империя)
- Рыцарский крест военных заслуг с мечами (23.10.1944, Третий рейх)
- Крест «За военные заслуги» 3-го класса с воинскими украшениями (Австро-Венгрия)
- Орден Меджидие 3-го класса (Османская империя)

## Интересные факты биографии
- Кёстринг был лично знаком с В. И. Чуйковым, который также был уроженцем Серебряных Прудов. Чуйков первым из советских военачальников узнал 1 мая о смерти Гитлера, а также получил предложение начать переговоры о капитуляции через генерала Ганса Кребса, также работавшего с начала 30-х годов в СССР. В частности, с октября 1940 года и до начала войны между СССР и Германией Кребс был 1-м помощником военного атташе, то есть Кёстринга, в германском посольстве в Москве.
- Кёстринг послужил прототипом одного из персонажей пьесы М. А. Булгакова «Дни Турбиных». Бывший советник немецкого посольства в Москве Ганс фон Херварт вспоминал:

«Дни Турбиных» имели особое значение для одного сотрудника нашего посольства, генерала Кестринга, военного атташе.
В одной из сцен пьесы требовалось эвакуировать гетмана Украины Скоропадского, чтобы он не попал в руки наступавшей Красной Армии [в действительности — петлюровцев].
Чтобы гетмана не узнали окружающие, его переодели в немецкую форму и унесли на носилках под наблюдением немецкого майора. В то время как украинского лидера транспортировали подобным образом, немецкий майор на сцене говорил: «Чистая немецкая работа» [на самом деле эту фразу в пьесе произносит адъютант гетмана поручик Шервинский], все с очень сильным немецким акцентом.
Так вот, именно Кестринг был тем майором, который был приставлен к Скоропадскому во время описываемых в пьесе событий. Когда он увидел спектакль, то решительно протестовал, что актер произносил эти слова с немецким акцентом, поскольку он, Кестринг, говорил по-русски совершенно свободно.
Генерал обратился с жалобой в дирекцию театра. Однако, несмотря на негодование Кестринга, исполнение осталось прежним.
- После начала боевых действий между СССР и Германией Эрнст Кестринг в числе других сотрудников посольства, оставшихся в Москве, был вывезен в Кострому. А через некоторое время на территории Турции по принципу «всех на всех» произошел обмен немецких специалистов на советских[4].